# Tyler Clary
Pour les articles homonymes, voir Clary.
Scott « Tyler » Clary (né le 12 mars 1989 à Redlands en Californie) est un nageur américain spécialiste des épreuves de papillon, de quatre nages et de dos. Révélé en 2009, il remporte la médaille d'argent du 400 m quatre nages à l'occasion des Championnats du monde tenus à Rome.

## Biographie
Originaire de Californie, Tyler Clary grandit à Norco, Chino puis Riverside. Fin 2007, il rejoint le Michigan et l'Université du Michigan où il étudie l'informatique. Il représente le club de l'université des Wolverines où il côtoie entre autres Michael Phelps, quatorze fois champion olympique.
Avant de changer légalement de nom de famille à la fin de l'année 2006, il était connu sous le nom de Scott Flowers, un patronyme qu'il utilise durant sa carrière en junior. Clary est le nom de son beau-père. Ainsi en 2006 à Rio de Janeiro, c'est avec le nom de Flowers qui décroche une médaille de bronze sur 200 m dos lors des Championnats du monde juniors. Dans la même ville, l'année suivante, il s'illustre à l'occasion des Jeux panaméricains de 2007 en remportant la médaille d'argent du 200 m dos, étant nettement battu par le Brésilien Thiago Pereira de près de trois secondes. 
Au niveau national, il participe pour la première fois aux Championnats des États-Unis en 2005. La même année, il gagne le titre national junior du 400 m quatre nages et obtient la deuxième place du 200 m dos. L'année suivante, toujours lors des championnats juniors, il signe quatre podiums, remportant le 1 500 m nage libre et prenant la deuxième place sur 200 et 400 m nage libre ainsi que sur 100 m dos.
En 2008, les Jeux olympiques d'été de 2008 constituent le principal événement de l'année. Tyler Clary dispute les sélections olympiques américaines mais ne parvient pas à intégrer la délégation envoyée en Chine. En effet, alors que seuls les deux premiers de chaque épreuve sont retenus, il termine troisième du 200 m dos derrière Ryan Lochte et Aaron Peirsol, et quatrième du 400 m quatre nages.
L'année suivante, il améliore sensiblement ses meilleurs temps personnels et se révèle sur la scène internationale. Ainsi, il remporte trois médailles individuelles dont deux titres lors des Championnats NCAA en mars 2009. Plus encore, il bat le record d'Amérique du 400 m quatre nages en petit bassin avant de rééditer pareille performance le lendemain en effaçant des tablettes le record du 200 yards dos de Ryan Lochte. Quelques mois plus tard, les championnats nationaux 2009 servent de sélections pour les Championnats du monde 2009 organisés à Rome fin juillet. Contrairement aux sélections olympiques de 2008, Clary parvient à se qualifier pour le rendez-vous international en finissant deuxième des 200 m papillon et 400 m quatre nages. Sur cette dernière course, il se distingue par son temps de passage aux 250 mètres, inférieur au record du monde de son compatriote Michael Phelps ; il ralentit toutefois et laisse même la victoire à Ryan Lochte,. Il termine par ailleurs troisième sur 200 m dos et 200 m quatre nages.
Lors des mondiaux, il termine tout d'abord cinquième de la finale du 200 m papillon, échouant à plus d'une seconde du podium et de la troisième place du Japonais Takeshi Matsuda. Il se distingue davantage lors de sa seconde épreuve, le 400 m quatre nages, qu'il termine deuxième à trois dixièmes de Lochte et devant le Hongrois László Cseh.

## Palmarès

### Jeux olympiques
- Jeux olympiques d'été de 2012 à Londres ( Royaume-Uni)  :
  -  Médaille d'or du 200 m dos

### Championnats du monde

#### Grand bassin
- Championnats du monde 2009 à Rome (Italie) :
  -  Médaille d'argent du 400 m quatre nages.

- Championnats du monde 2011 à Shanghai (Chine) :
  -  Médaille d'argent du 400 m quatre nages.
  -  Médaille de bronze du 200 m dos.

- Championnats du monde 2013 à Barcelone ( Espagne)  :
  -  Médaille de bronze du 200 m dos.

#### Petit bassin
- Championnats du monde 2010 à Dubaï (Émirats arabes unis) :
  -  Médaille d'argent du 200 m dos.
  -  Médaille de bronze du 400 m quatre nages.
  -  Médaille de bronze du 200 m quatre nages.
- Championnats du monde 2014 à Doha (Qatar) :
  -  Médaille d'or du 4 × 200 m nage libre.

### Championnats pan-pacifiques
- Championnats pan-pacifiques 2010 à Irvine (États-Unis) :
  -  Médaille d'argent du 200 m dos.
  -  Médaille d'argent du 200 m quatre nages.
  -  Médaille d'argent du 400 m quatre nages.

### Jeux panaméricains
- Jeux panaméricains de 2007 à Rio de Janeiro (Brésil) :
  -  Médaille d'argent du 200 m dos.

## Records

### Records personnels
Ce tableau détaille les records personnels de Tyler Clary en grand bassin.
| Épreuve            | Temps         | Compétition                      | Lieu                     | Date       |
| 200 m papillon     | 1 min 53 s 64 | Championnats des États-Unis 2009 | Indianapolis, États-Unis | 08/07/2009 |
| 200 m dos          | 1 min 54 s 53 | Championnats des États-Unis 2009 | Indianapolis, États-Unis | 11/07/2009 |
| 200 m quatre nages | 1 min 57 s 25 | Championnats des États-Unis 2009 | Indianapolis, États-Unis | 10/07/2009 |
| 400 m quatre nages | 4 min 7 s 31  | Championnats du monde 2009       | Rome, Italie             | 02/08/2009 |